# Cobham Range
Cobham Range är en bergskedja i Antarktis. Den ligger i Östantarktis. Australien gör anspråk på området.
Cobham Range sträcker sig 19,0 kilometer i sydostlig-nordvästlig riktning. Den högsta toppen är Lyttelton Peak, 3 050 meter över havet.
Topografiskt ingår följande toppar i Cobham Range:
- Mount Kopere
- Lyttelton Peak
- Schroeder Peak